# 처칠 박물관
처칠 박물관(영어: Churchill War Rooms)는 잉글랜드 런던 시티오브웨스트민스터에 있는 윈스턴 처칠에 관한 박물관이다. 임페리얼 전쟁 박물관의 분관 중 하나이다. 내각 전시 집무실은 제2차 세계 대전 중에 영국 정부가 전쟁 중 지휘 통제를 위해 마련한 지하 복합 시설이다.